# 輝星星表
輝星星表（きせいせいひょう、Bright Star Catalogue）は、視等級6.5等星よりも明るい恒星の星表。イェール輝星表（Yale Catalog of Bright Stars）、エール輝星星表（Yale Bright Star Catalogue）また、単にイェール星表（Yale Catalog）としても知られている。
恒星の座標（赤道座標の1900年分点と2000年分点および銀河座標）、固有運動、測光データ、スペクトル型、主なカタログ番号などの情報が掲載されており、注記が充実しており、第4版の巻末には約450の星の固有名の一覧もある
印刷版として発行された輝星星表の最終バージョンは1982年に発行された改訂第4版である。1991年に発表された第5版は恒星9096、新星または超新星10、その他4の合計9110個の天体を含み電子フォーマットでネットワーク上で入手することもできるため、広く使用されている。
視等級6.5等星よりも大きければ、肉眼で見られる恒星をほぼ含むことから、アマチュアが星座早見盤やプラネタリウムを作る際の元データとして手軽に使える。ただし、極限の等級が不完全だったため、1983年に7.1等までの恒星を追加した補遺版が出版された。
カタログの略号はBSかYBSであるが、1908年にハーバード改訂光度カタログ（Harvard Revised Photometry Catalogue、HR）がハーバード大学天文台で製作されたため、この星表に乗っている星は索引や引用で、番号の前にHRを使っている。